# Schloss Piflas

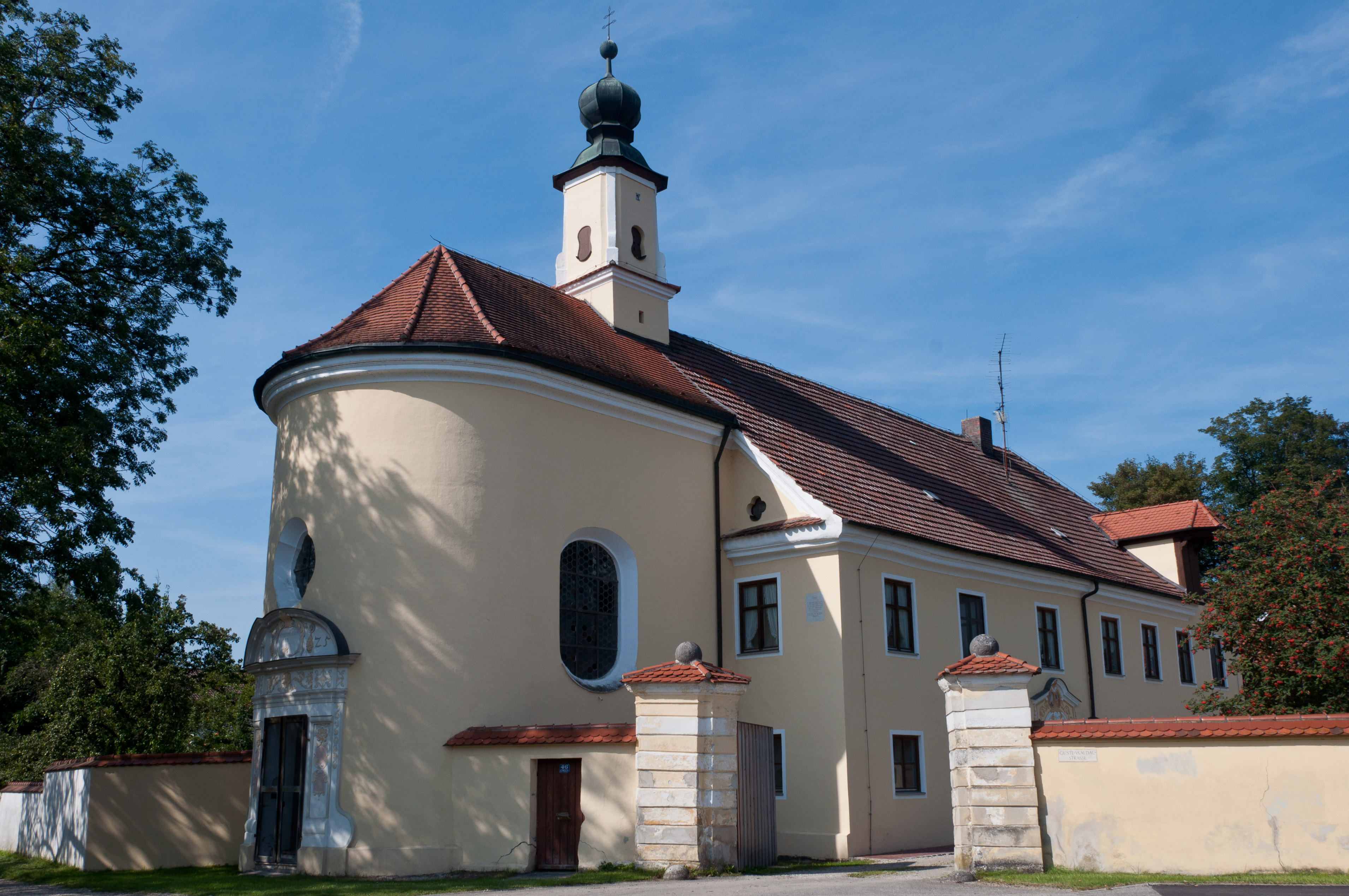
Schloss Piflas

Schloss Piflas ist ein neuzeitliches Schloss in Piflas, einem Ortsteil des niederbayerischen Marktes Ergolding im Landkreis Landshut. Die Anlage wird als Bodendenkmal unter der Aktennummer D-2-7439-0256 im Bayernatlas als „untertägige frühneuzeitliche Befunde im Bereich des Schlosses von Piflas (Sitz Bruck) mit Schlosskapelle“ geführt. Zudem ist es unter der Aktennummer D-2-74-126-24 ein denkmalgeschütztes Baudenkmal in Ergolding.

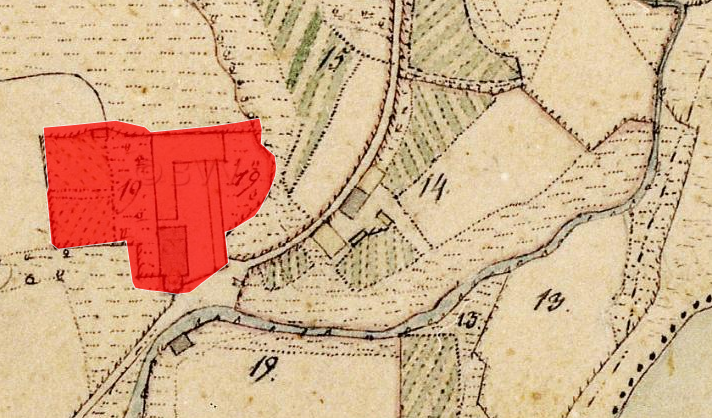
Schloss Piflas auf dem Urkataster von Bayern

## Beschreibung
Es handelt sich um eine barocke Anlage mit Krüppelwalmdach, die um 1725 in der Gutsherrschaft Bruck (einer Hofmark) errichtet wurde. Auf der Südseite ist dem Bau die ebenfalls barocke, nach Norden ausgerichtete Schlosskapelle St. Johann Nepomuk (Gedenktag: 16. Mai) angegliedert. Diese besitzt einen Dachreiter mit kleiner Zwiebelkuppel. Außerdem sind ein teilweise ausgemauerter Stadel in Blockbauweise sowie einige Teile der barocken Hofummauerung erhalten. Die gesamte Anlage ist als Baudenkmal mit der Nummer D-2-74-126-24 beim Bayerischen Landesamt für Denkmalpflege eingetragen.
1871 wurde hier der Schauspieler Gustav Waldau (eigentlich Gustav Freiherr von Rummel) geboren.

## Bildergalerie

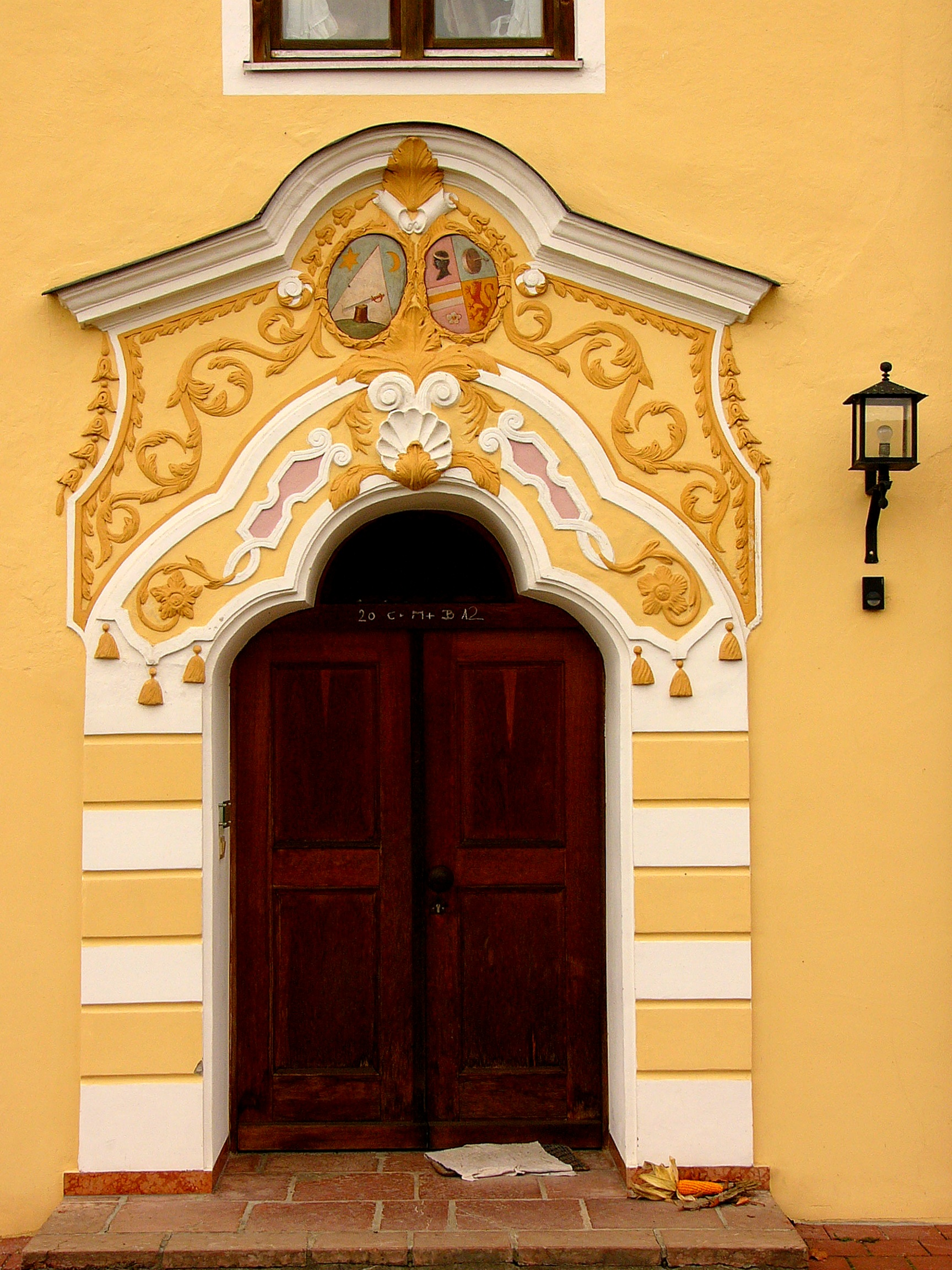
Schlossportal
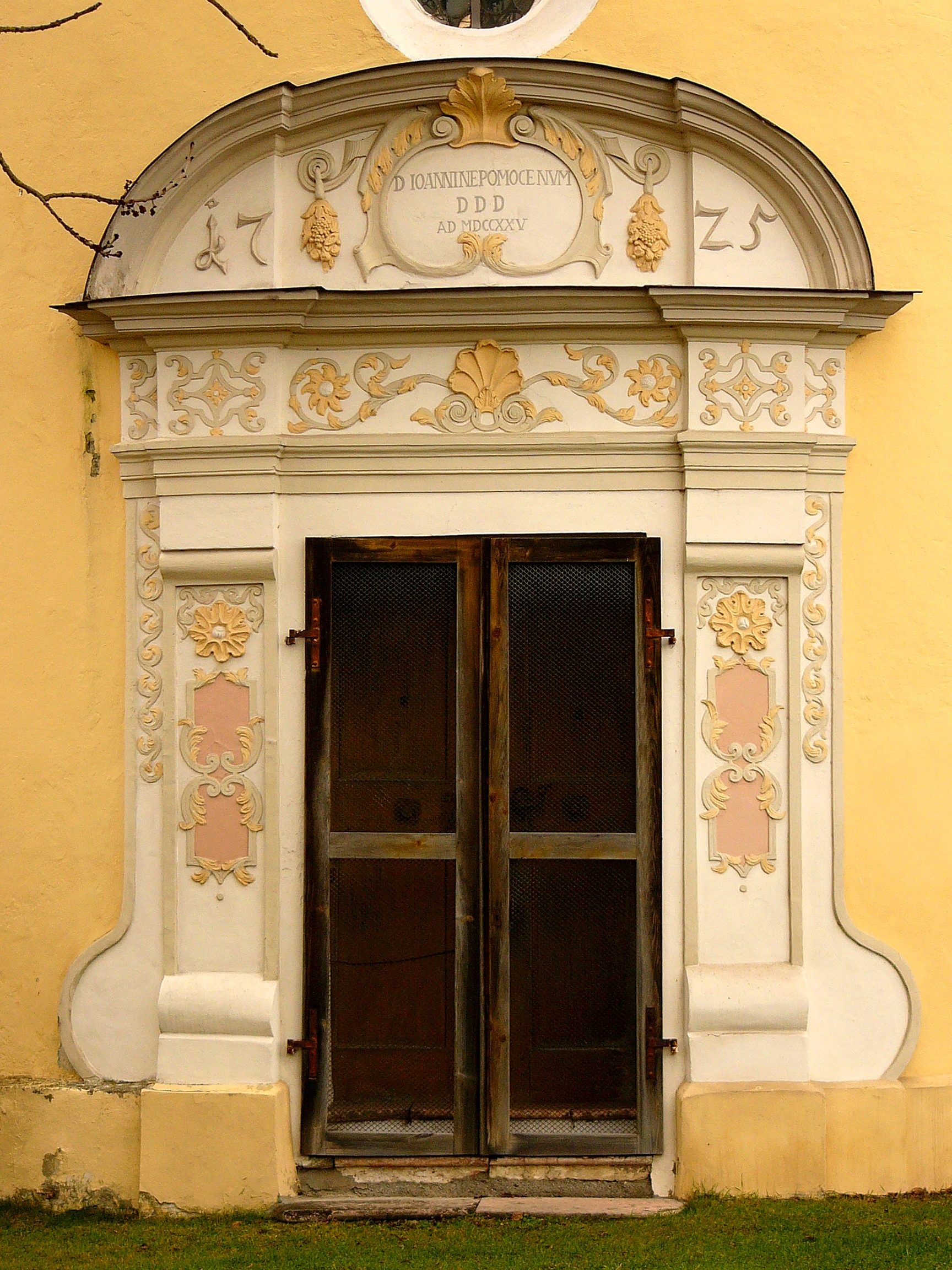
Kirchenportal (dat. 1725)